# Saison 1 du Sixième Sens
Chronologie
Saison 2
Cet article présente les treize épisodes de la première saison de la série télévisée américaine Le Sixième Sens (The Sixth Sense).

## Distribution

### Acteurs principaux
- Gary Collins : Docteur Michael Rhodes
- Catherine Ferrar : Nancy Murphy

### Acteurs invités
- Belinda Montgomery : Tina Norris (épisode 1)
- Jim McMullan : Peter Martin (épisode 1)
- Bert Freed : Professeur Calvin Blake (épisode 1)
- Leif Erickson : Docteur David Ford (épisode 2)
- Jessica Walter : Jordana Theland (épisode 2)
- Laraine Day : Marion Ford (épisode 2)
- John Saxon : Docteur Harry Auden (épisode 3)
- Alf Kjellin : Docteur Karl Rintels (épisode 3)
- Tisha Sterling : Annette Gordon (épisode 3)
- Carol Lynley : Gail Sumner (épisode 4)
- Larry Linville : Roger Carver (épisode 4)
- Joseph Campanella : Paul Crowley (épisode 5)
- Susan Howard : Needa (épisode 5)
- Simon Scott : Stuart Forbes (épisode 5)
- William Shatner : Edwin Danbury (épisode 6)
- Anne Archer : Elizabeth Danbury (épisode 6)
- Lucie Arnaz : Marguerite Webster (épisode 7)
- Will Geer : Révérend Jordan (épisodes 7 et 12)
- Richard Hale : Edmond Breakstone (épisode 7)
- Lee Majors : Clayton Ross (épisode 7)
- Richard Loo : Matsuo (épisode 7)
- Dana Elcar : Edward Winslow (épisode 8)
- Mike Farrell : Docteur Gil Clarke (épisode 8)
- Cloris Leachman : Judith Eaton (épisode 8)
- Mariette Hartley : Professeur Diana Parker / Terry Parker (épisode 9)
- Stefanie Powers : Paula Norris (épisode 10)
- Steve Forrest : Glenn Tuttle (épisode 10)
- A. Martinez : Billy (épisode 10)
- Jim Davis : Anson Belge (épisode 10)
- Paul Stewart : Docteur Adamson (épisode 11)
- Percy Rodriguez : Sergent Bruckner (épisode 11)
- Frank Converse : Perry Singleton (épisode 11)
- Henry Beckman : Monsieur Bennington (épisode 11)
- Coleen Gray : Joyce (épisode 11)
- Mary Ann Mobley : Lisa Wolf (épisode 12)
- Jeanette Nolan : Madame Wolf (épisode 12)
- Henry Silva : Linchou (épisode 12)
- Christine Belford : Anna Harris (épisode 13)
- Bradford Dillman : George (épisode 13)
- George Murdock : Victor Harris (épisode 13)
- Michael Pataki : Shériff Grayson (épisode 13)

## Épisodes

### Épisode 1:I Do Not Belong to the Human World
- États-Unis : 15 janvier 1972 sur ABC

- Belinda Montgomery (Tina Norris)
- Jim McMullan (Peter Martin)
- Kip Niven (Randy Blake)
- Bert Freed (Professeur Calvin Blake)
- John Milford (Sergent Crowell)
- Christina Crawford (Betty Blake)

### Épisode 2:Un cœur dans la tombe
- États-Unis : 22 janvier 1972 sur ABC
- France : 1975 sur la première chaîne de l'ORTF

- Leif Erickson (Docteur David Ford)
- Jessica Walter (Jordana Theland)
- Gene Tyburn (Joseph Ford)
- Laraine Day (Marion Ford)

### Épisode 3:Lady, Lady, Take My Life
- États-Unis : 29 janvier 1972 sur ABC

- John Saxon (Docteur Harry Auden)
- Alf Kjellin (Docteur Karl Rintels)
- Tisha Sterling (Annette Gordon)
- James McEachin (Ritchie Blair)
- Walter Brooke (Walker)
- Than Wyenn (Docteur Abishi)

### Épisode 4:La maison qui appelait au secours
- États-Unis : 5 février 1972 sur ABC
- France : 1975 sur la première chaîne de l'ORTF

- Carol Lynley (Gail Sumner)
- Larry Linville (Roger Carver)
- Corinne Camacho (Anne Carver)
- Jim Antonio (Tom Walker)
- Robert Yuro (Frank Orley)
- William Bryant (Détective Neal Jensen)

### Épisode 5:The Man Who Died at Three and Nine
- États-Unis : 5 février 1972 sur ABC

- Joseph Campanella (Paul Crowley)
- Susan Howard (Needa)
- Simon Scott (Stuart Forbes)
- Aly Wassil (Hari Narada)

### Épisode 6:Can a Dead Man Strike from the Grave?
- États-Unis : 26 février 1972 sur ABC

- William Shatner (Edwin Danbury)
- Anne Archer (Elizabeth Danbury)
- Bettye Ackerman (Helene)
- Pamela Peters Solow (Stephanie)
- Robert B. Williams (Le vieil homme)
- Allison McKay (Phyllis Regan)

### Épisode 7:With This Ring, I Thee Kill!
- États-Unis : 4 mars 1972 sur ABC

- Lucie Arnaz (Marguerite Webster)
- Will Geer (Révérend Jordan)
- Richard Hale (Edmond Breakstone)
- Stacy Harris (Henry Webster)
- Lee Majors (Clayton Ross)
- Richard Loo (Matsuo)

### Épisode 8:Witch, Witch, Burning Bright
- États-Unis : 11 mars 1972 sur ABC

- Tiffany Bolling (Damaris Eaton)
- Dana Elcar (Edward Winslow)
- Mike Farrell (Docteur Gil Clarke)
- Cloris Leachman (Judith Eaton)
- Harry Townes (Raymond Fletcher)
- William Wintersole (Howland)

### Épisode 9:Eye of the Haunted
- États-Unis : 18 mars 1972 sur ABC

- Mariette Hartley (Professeur Diana Parker / Terry Parker)
- Rudy Solari (Détective Woods)
- James Wainwright (Wayne Bennett)
- Louise Latham (Madame Bennett)
- Mora Gray (Ada)
- Michael C. Gwynne (L'orfèvre)

### Épisode 10:Echo of a Distant Scream
- États-Unis : 1er avril 1972 sur ABC

- Stefanie Powers (Paula Norris)
- Steve Forrest (Glenn Tuttle)
- A. Martinez (Billy)
- Jim Davis (Anson Belge)

### Épisode 11:Whisper of Evil
- États-Unis : 8 avril 1972 sur ABC

- Pat Delaney (Alice)
- Carole Wells (Monique)
- Paul Stewart (Docteur Adamson)
- Percy Rodriguez (Sergent Bruckner)
- Frank Converse (Perry Singleton)
- Henry Beckman (Monsieur Bennington)
- Coleen Gray (Joyce)
- Murray McLeod (Danny)
- Phillip Pine (Docteur Lewis)
- Lewis Charles (Lee)
- Gracia Lee (Duke)
- Louis Quinn (Bernie)

### Épisode 12:Shadow in the Well
- États-Unis : 15 avril 1972 sur ABC

- James Chandler (Daniel)
- Will Geer (Révérend Jordan)
- Mary Ann Mobley (Lisa Wolf)
- Jeanette Nolan (Madame Wolf)
- Henry Silva (Linchou)
- Mark Tapscott (Arnold)

### Épisode 13:Face of Ice
- États-Unis : 22 avril 1972 sur ABC

- Christine Belford (Anna Harris)
- Bradford Dillman (George)
- George Murdock (Victor Harris)
- Michael Pataki (Shériff Grayson)